# Interhotel Central
Interhotel Central, původního názvu Zentralhotel Loib, po roce 1954 Mečnikov, stojí v městské památkové zóně v Karlových Varech, Divadelní náměstí 253/17. Stavba byla dokončena v roce 1925 ve stylu klasicizující moderny.

## Historie
Nový hotel byl postaven v letech 1924–1925 na místě tří pozdně klasicistních domů. Projekt vypracoval architekt Karl Ernstberger pro hoteliéra Ernsta Künzla. Stavba byla realizována pravděpodobně pod vedením Heindricha Johanna Vietha. Hotel byl otevřen v roce 1925 s názvem Zentralhotel Loib, po druhé světové válce pak dostal jméno Central. Po roce 1954 se jmenoval Mečnikov,  po ruském přírodovědci, držiteli Nobelovy ceny za fyziologii a lékařství Mečnikovovi.

## Ze současnosti
V roce 2014 byl Interhotel Central uveden v Programu regenerace Městské památkové zóny Karlovy Vary 2014–2024 v části II. (tabulková část 1–5 Přehledy) v seznamu 4. Navrhované objekty k zápisu do Ústředního seznamu nemovitých kulturních památek a v seznamu 5. Památkově hodnotné objekty na území MPZ Karlovy Vary, v obou s aktuálním stavem „vyhovující“.
V současnosti (prosinec 2021) je budova evidována jako objekt k bydlení v majetku společnosti OLYMP INTERNATIONAL, s.r.o.

## Popis
Objekt se nachází v městské památkové zóně. Jedná se o šestipodlažní budovu s obytným podkrovím, jejíž dvanáctiosé průčelí směřuje do centra Divadelního náměstí.
Je příkladem klasicizující moderny s prvky místního dekorativního umění, Art deco. Je zde patrný styl práce Karla Ernstbergera, jako kanelovaný vysoký pilastrový řád, stlačené voluty nebo kruhové terče s reliéfy. Výškovou hmotu odlehčuje podstřešní lodžie vynesená subtilními sloupky v toskánském řádu. Nad ní je umístěna nízká věžice, vyhlídkový belvedér.